# Karl Gustav Jung

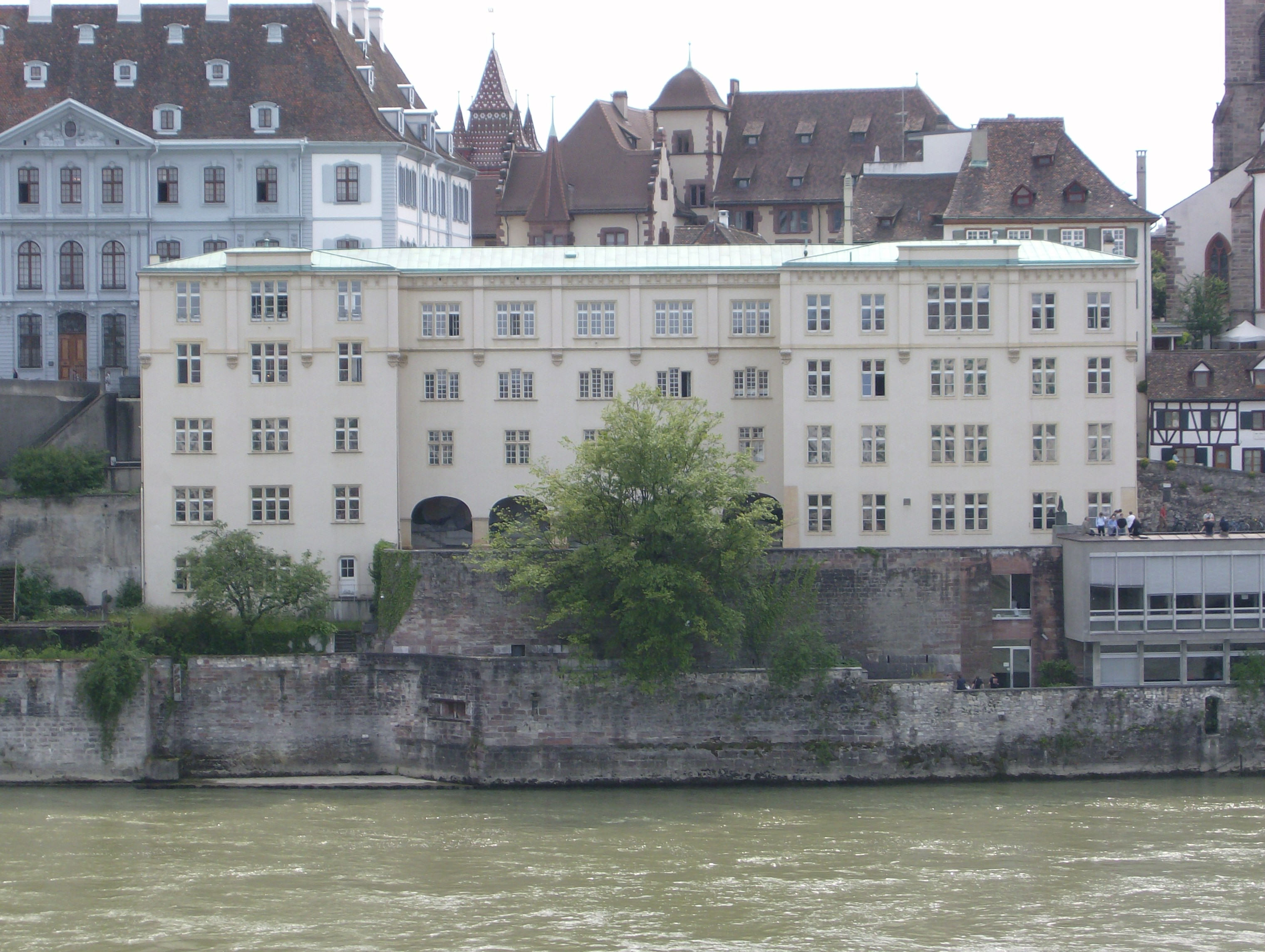
Gmach Uniwersytetu Bazylejskiego, którego rektorem był Karl Gustav Jung

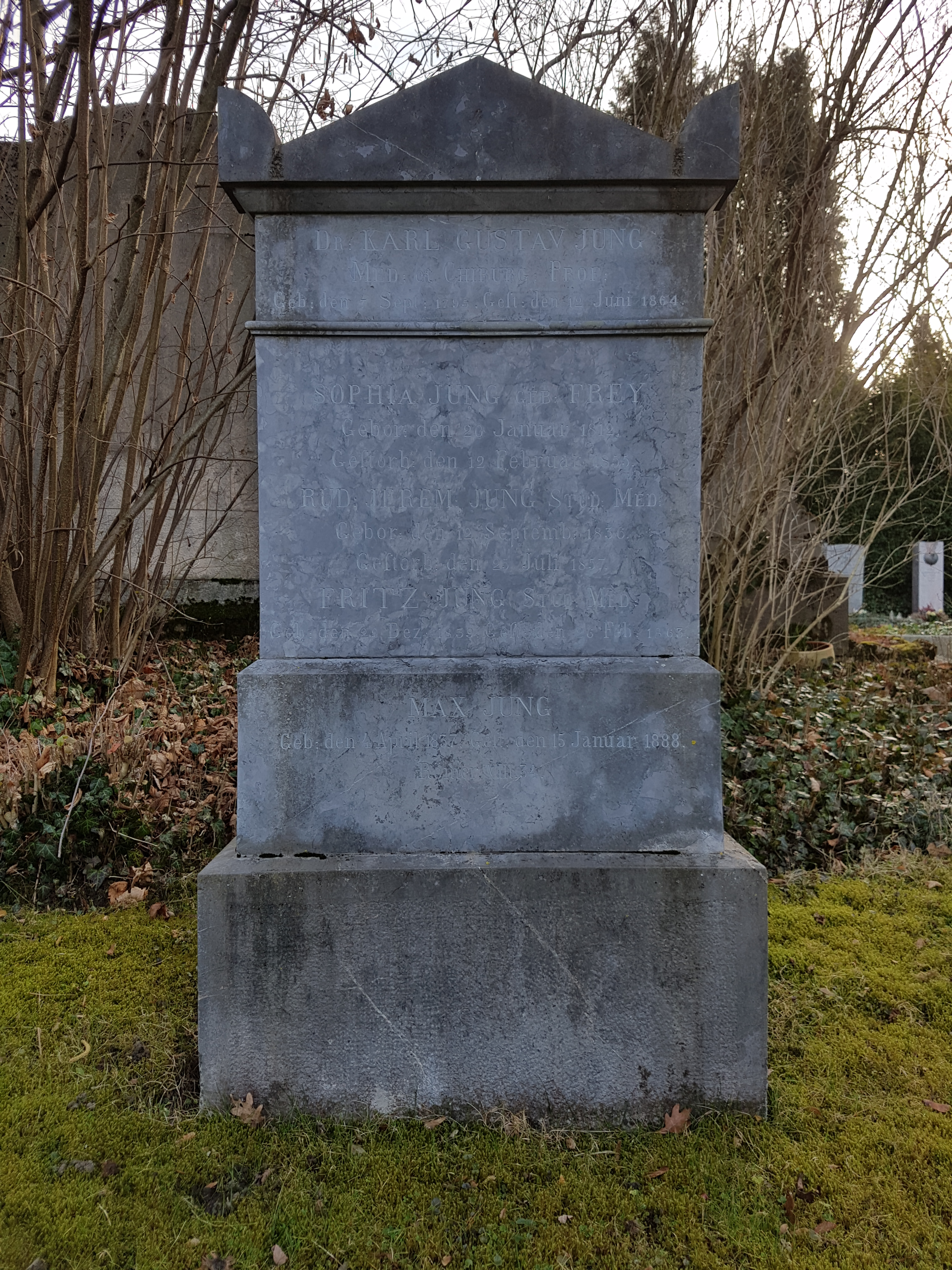
Mogiła Karla Gustava Junga na bazylejskim cmentarzu

Karl Gustav Jung (ur. 7 września 1794 w Mannheimie, zm. 12 czerwca 1864 w Bazylei) – szwajcarski wolnomularz, pochodzenia niemieckiego, rektor i profesor chirurgii, anatomii oraz tworzącej się psychiatrii na Uniwersytecie Bazylejskim, jego wnukiem był wybitny psychiatra i założyciel psychologii analitycznej, Carl Gustav Jung.
Studiował medycynę na uniwersytetach w Heidelbergu i Berlinie. Już w młodości wychowanek katolicyzmu fascynował się teologią protestancką Jacoba Friesa i Friedricha Schleiermachera, przechodząc potem na protestantyzm.
W 1816 otrzymał z wyróżnieniem doktorat z medycyny. Był żonaty trzykrotnie. W Paryżu ożenił się z Virginią de Lassaulx (1804–1830), następnie poślubił Elisabeth Catharinę Reyenthaler. Jego trzecią żoną była Sophie Frey (1812–1855). Ich najmłodszy syn z tego związku, Johann Paul Achilles Jung był ojcem Carla Gustava Junga.
Przez swoje liberalne poglądy został na krótko osadzony w 1821 w więzieniu. Później wyjechał do Paryża, gdzie poznał Alexandra von Humboldta.
Od 1822 osiedlony z rodziną w Bazylei prowadził praktyki w bazylejskim Spitalgottesacker St. Johann, równolegle był profesorem chirurgii, anatomii i powstającej dopiero psychiatrii. Jedną z jego reform było wprowadzenie pełnej ewidencji szpitala z pełną dokumentacją zgonów, czego wcześniej nie praktykowano. Był również założycielem szpitala Anstalt zur Hoffnung – zakładu dla dzieci upośledzonych umysłowo, czynił także starania o powstanie szpitala psychiatrycznego w Bazylei. W mieście tym został profesorem na wydziale medycznym, który bardzo szybko zreformował w nowoczesną placówkę naukową. W późniejszych latach wybrano go rektorem Uniwersytetu Bazylejskiego Jung senior zmodernizował również szpital uniwersytecki przekształcając go w publiczną klinikę.
Od 1855 do 1864 był pierwszym profesorem zwyczajnym interny na uniwersytecie w Bazylei. Był założycielem Muzeum Anatomii przy uczelni.
Według niepotwierdzonych mniemaniach wnuka, Carla, miał być nieślubnym synem Johanna von Goethego.

Jako wolnomularz Jung senior został inicjowany w loży Zur Freundschaft und Bestangdigkeit. W latach 1850–1856 był wielkim mistrzem Wielkiej Loży Szwajcarii Alpina Jego wnukiem był psychiatra i psychoanalityk, Carl Gustav Jung, który tak wspomina dziada w kontekście symboliki masońskiej: 

Pierwotnie zwierzęciem heraldycznym rodziny Jungów był feniks, co z pewnością ma jakiś związek z >>jung<< (młody), >>Jugend<< (młodość), >>Verjüngung<< (odmładzanie). To dziadek zmienił elementy tarczy herbowej, pewnie dlatego, że chciał przeciwstawić się swemu ojcu. Dziadek był zapalonym wolnomularzem, Wielkim Mistrzem Loży Szwajcarskiej. Tym należy tłumaczyć szczególną modyfikację, jakiej dokonał w swoim herbie. (...) na mojej tarczy herbowej nie ma już dawnego feniksa; w prawym górnym rogu umieszczono natomiast błękitny krzyż, a w lewym dolnym rogu błękitne winne grono na złotym polu; między jednym a drugim na błękitnej wstędze złota gwiazda. Ta natarczywa symbolika jest wolnomularska czy też różanokrzyżowa. Tak jak róża i krzyż przedstawiają różokrzyżową problematykę przeciwieństw (>>per crucem ad rosam<<) – to, co chrześcijańskie, i to, co dionizyjskie – tak też krzyż i winne grono to symbole ducha niebiańskiego i ducha chtonicznego. Symbol jednoczący jest przedstawiony jako złota gwiazda – Aurum Philosophorum.

Karl Gustav Jung został pochowany na cmentarzu Wolfgottesacker, jednej z ważniejszych nekropolii w Bazylei, obok takich osobowości jak historyk Rudolf Wackernagel (1855–1925), malarz Ernst Stückelberg (1831–1903) czy uczony oraz badacz Johann Jakob Bachofen (1815–1887).